# 犹太人反法西斯委员会
犹太人反法西斯委员会（俄语：Еврейский антифашистский комитет），简称“犹委会”（ЕАК）。是1942年苏联扶持建立的组织，目的是组织外国犹太人在反法西斯的斗争中支持苏联。1948年11月，该委员会被撤销，其成员纷纷遭受迫害。